# Voisinlieu
Voisinlieu est une ancienne commune française  du département de l'Oise, qui a existé de 1930 à 1943. Elle fait partie depuis lors de la commune de Beauvais en tant que quartier.

## Histoire
En 1930, la localité de Voisinlieu est détachée d'Allonne et obtient le statut de commune. Le 19 février 1943, la commune de Voisinlieu est finalement rattachée à celle de Beauvais.

## Démographie
| 1931  | 1936  |
| ----- | ----- |
| 2 240 | 2 294 |

## Lieux et monuments
- Maladrerie Saint-Lazare de Beauvais
- Église Saint-Jacques de Beauvais

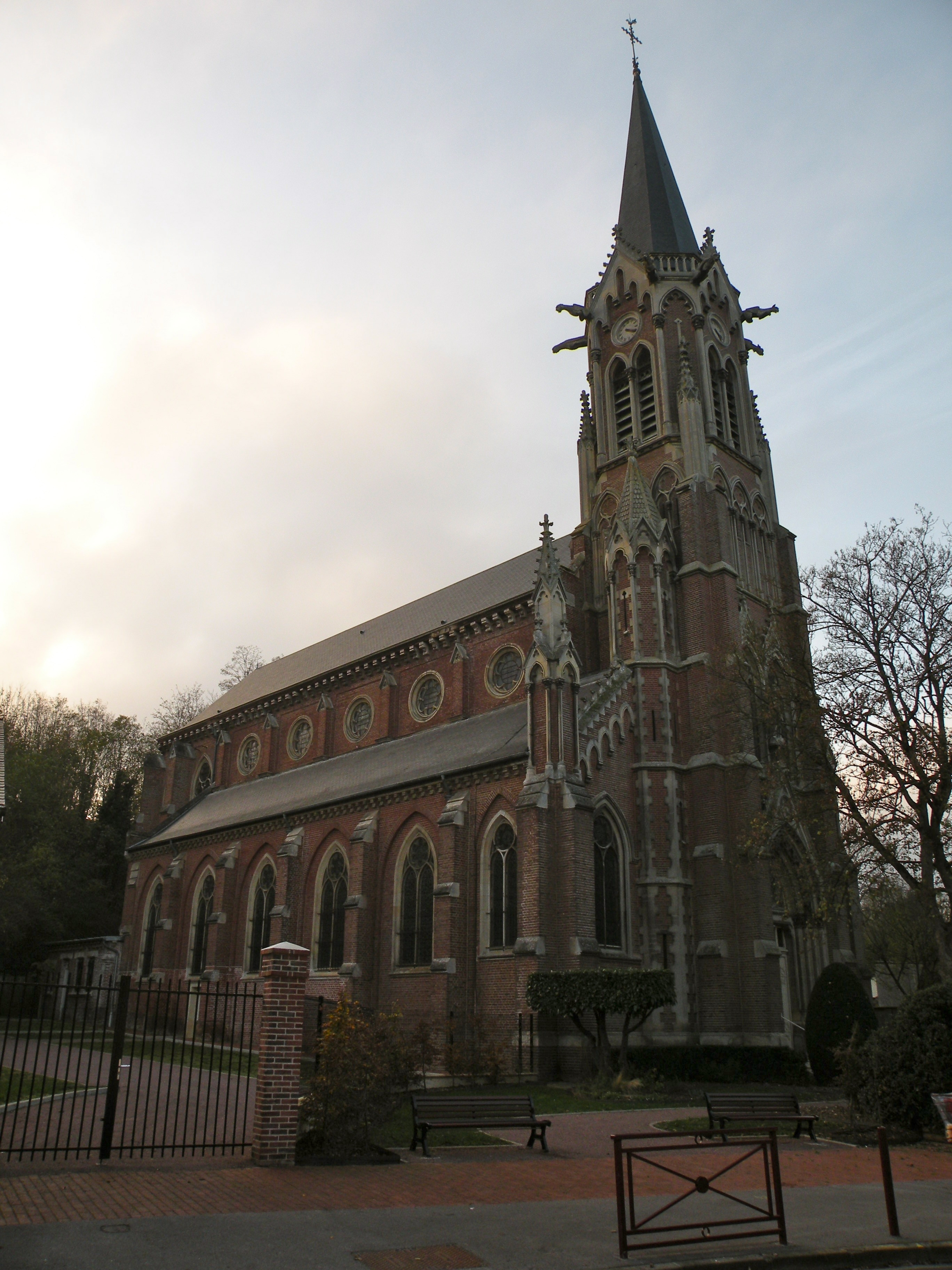
Église Saint-Jacques de Beauvais.
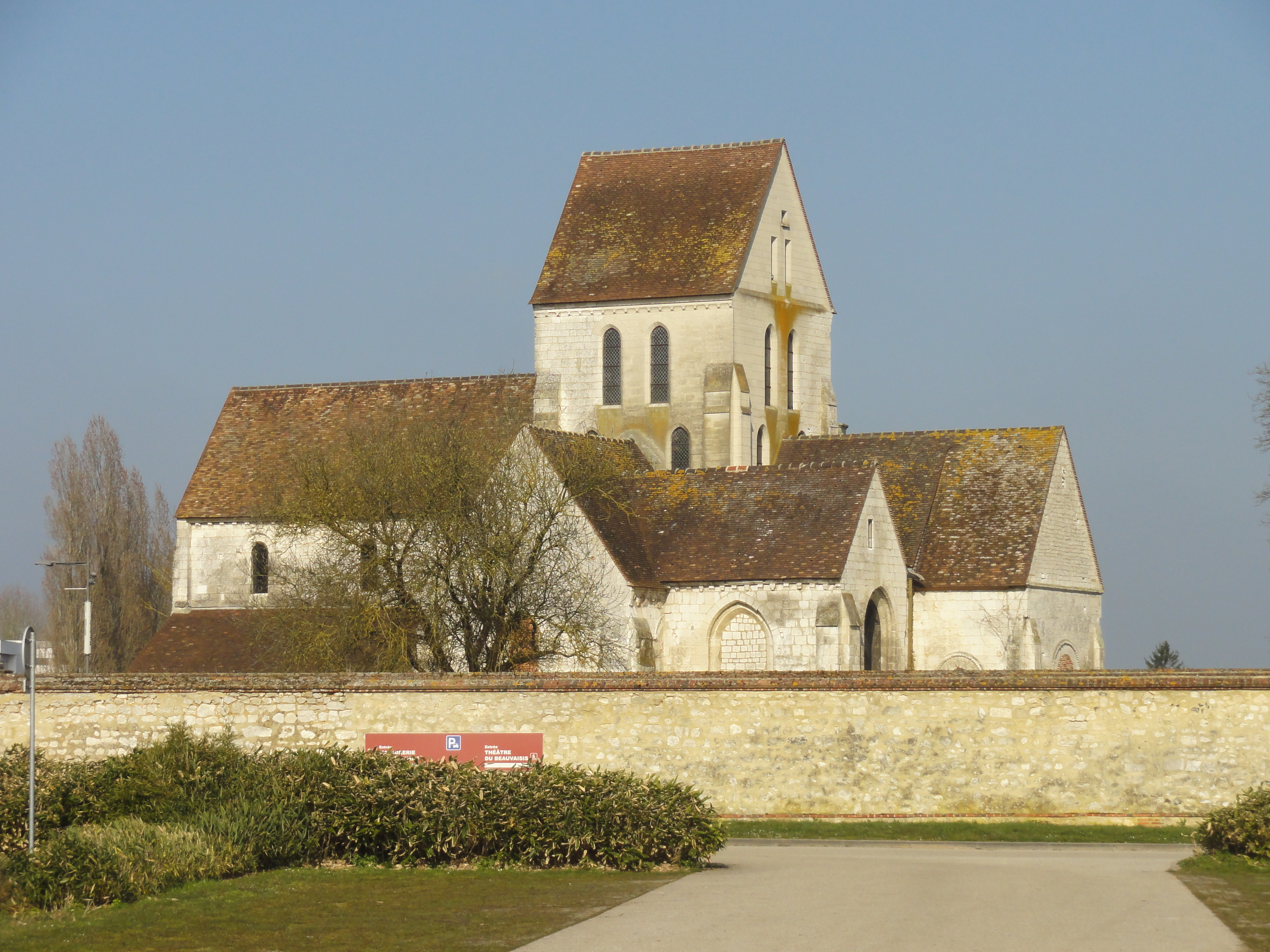
Maladrerie Saint-Lazare de Beauvais.

## Personnalités liées
- Charles Janet (1849-1932), naturaliste, y est né.